# Tong Jian
Tong Jian, chin. upr. 佟健, chin. trad. 佟健, pinyin Tóng Jiàn (ur. 15 sierpnia 1979 w Harbinie) – chiński łyżwiarz figurowy, startujący w parach sportowych z Pang Qing. Wicemistrz olimpijski z Vancouver (2010) i uczestnik igrzysk olimpijskich (2002, 2006, 2014), dwukrotny mistrz świata (2006, 2010), pięciokrotny mistrz czterech kontynentów (2002, 2004, 2008, 2009, 2011), medalista finału Grand Prix (zwycięstwo w 2009 r.) oraz trzykrotny mistrz Chin. Zakończył karierę amatorską 28 marca 2015 r.

## Życie prywatne
Po zdobyciu srebrnego medalu na Zimowych Igrzyskach Olimpijskich 2010 w Vancouver Tong Jian i jego partnerka sportowa Pang Qing wyjawili, że są parą także w życiu prywatnym. W czerwcu 2011 r. Tong oświadczył się Pang podczas występu w rewii łyżwiarskiej Art on Ice w Szanghaju. Para pobrała się dokładnie 5 lat później, 18 czerwca 2016 r. 27 listopada 2016 r. na świat przyszedł pierwszy syn pary.

## Osiągnięcia
Z Pang Qing
| Zawody                                | 96–97          | 97–98          | 98–99          | 99–00          | 00–01          | 01–02          | 02–03          | 03–04          | 04–05          | 05–06          | 06–07          | 07–08          | 08–09          | 09–10          | 10–11          | 11–12          | 12–13          | 13–14          | 14–15          |
| Międzynarodowe                        | Międzynarodowe | Międzynarodowe | Międzynarodowe | Międzynarodowe | Międzynarodowe | Międzynarodowe | Międzynarodowe | Międzynarodowe | Międzynarodowe | Międzynarodowe | Międzynarodowe | Międzynarodowe | Międzynarodowe | Międzynarodowe | Międzynarodowe | Międzynarodowe | Międzynarodowe | Międzynarodowe | Międzynarodowe |
| ------------------------------------- | -------------- | -------------- | -------------- | -------------- | -------------- | -------------- | -------------- | -------------- | -------------- | -------------- | -------------- | -------------- | -------------- | -------------- | -------------- | -------------- | -------------- | -------------- | -------------- |
| Igrzyska olimpijskie                  |                |                |                |                |                | 9              |                |                |                | 4              |                |                |                | 2              |                |                |                | 4              |                |
| Mistrzostwa świata                    |                |                | 14             | 15             | 10             | 5              | 4              | 3              | 4              | 1              | 2              | 5              | 4              | 1              | 3              | 4              | 5              |                | 3              |
| Mistrzostwa czterech kontynentów      |                |                | 5              | 5              | 4              | 1              | 2              | 1              | 2              |                | 2              | 1              | 1              |                | 1              |                |                |                | 3              |
| GP Finał Grand Prix                   |                |                |                |                |                |                |                | 5              | 3              | 6              |                | 3              | 1              | 2              | 2              |                | 3              | 3              |                |
| GP Cup of China                       |                |                |                |                |                |                |                |                |                | 2              | 2              | 1              | 3              |                | 1              |                | 1              | 2              |                |
| GP NHK Trophy                         |                |                |                |                | 4              | 5              |                |                | 2              |                |                |                | 1              | 1              | 1              |                |                |                |                |
| GP Cup of Russia                      |                |                |                | 5              |                |                |                | 2              |                |                |                |                |                | 1              |                |                |                |                |                |
| GP Skate America                      |                |                |                |                |                |                | 3              | 1              |                |                |                | 2              |                |                |                |                | 2              |                |                |
| GP Skate Canada International         |                |                |                | 4              | 5              | 4              | 2              |                | 2              |                |                |                |                |                |                |                |                |                |                |
| GP Trophée Éric Bompard               |                |                |                |                | 6              |                | 3              |                | 3              | 2              |                | 2              |                |                |                |                |                |                |                |
| Zimowe igrzyska azjatyckie            |                |                |                |                |                |                |                |                |                |                | 2              |                |                |                | 1              |                |                |                |                |
| Zimowa Uniwersjada                    |                |                | 2              |                |                |                |                |                |                |                |                |                |                |                |                |                |                |                |                |
| Międzynarodowe: Kategorie młodzieżowe |                |                |                |                |                |                |                |                |                |                |                |                |                |                |                |                |                |                |                |
| Mistrzostwa świata juniorów           | 14             | 9              | 8              |                |                |                |                |                |                |                |                |                |                |                |                |                |                |                |                |
| Krajowe                               |                |                |                |                |                |                |                |                |                |                |                |                |                |                |                |                |                |                |                |
| Mistrzostwa Chin                      | 2              | 2              | 2              | 1              | 2              | 2              |                | 1              |                |                | 1              | 2              |                |                |                |                |                |                |                |